# شیخ محمود زرین‌قلم
شیخ محمود زرین قلم خوشنویس و خفی‌نویس قرن دهم هجری بود. نام او در شمار شاگردان جعفر تبریزی معروف به بایسنقری آمده‌است.